# Guetta Blaster
Guetta Blaster é o segundo álbum de estúdio do DJ francês David Guetta lançado em 7 de junho de 2004 pela Perfecto Records, Gum Prod.

## Faixas
| Edição padrão |                                         |         |  |
| N.º           | Título                                  | Duração |  |
| 1.            | "Money" (com Chris Willis & Moné)       | 3:06    |  |
| 2.            | "Stay" (com Chris Willis)               | 3:30    |  |
| 3.            | "The World Is Mine" (com JD Davis)      | 3:38    |  |
| 4.            | "Used to Be the One" (com Chris Willis) | 4:06    |  |
| 5.            | "Time" (com Chris Willis)               | 4:07    |  |
| 6.            | "Open Your Eyes" (com Stereo MCs)       | 4:15    |  |
| 7.            | "ACDC"                                  | 4:01    |  |
| 8.            | "In Love With Myself" (com JD Davis)    | 4:26    |  |
| 9.            | "Higher" (com Chris Willis)             | 3:43    |  |
| 10.           | "Movement Girl" (com James Perry)       | 4:01    |  |
| 11.           | "Get Up" (com Chris Willis)             | 3:03    |  |
| 12.           | "Last Train" (com Miss Thing)           | 3:07    |  |

| Relançamento em 2007 |                                                                      |         |  |
| N.º                  | Título                                                               | Duração |  |
| 1.                   | "Love Don't Let Me Go (Walking Away)" (com Chris Willis vs. The Egg) | 3:03    |  |
| 2.                   | "Just a Little More Love" (com Chris Willis (Elektro Edit)           | 3:20    |  |
| 3.                   | "The World Is Mine" (com JD Davis)                                   | 3:38    |  |
| 4.                   | "Stay" (com Chris Willis)                                            | 3:30    |  |
| 5.                   | "Used to Be the One" (com Chris Willis)                              | 4:06    |  |
| 6.                   | "Higher" (com Chris Willis)                                          | 3:43    |  |
| 7.                   | "Time" (com Chris Willis)                                            | 4:07    |  |
| 8.                   | "Money" (com Chris Willis & Moné)                                    | 3:06    |  |
| 9.                   | "Open Your Eyes" (com Stereo MCs)                                    | 4:15    |  |
| 10.                  | "Last Train" (com Miss Thing)                                        | 3:07    |  |
| 11.                  | "In Love With Myself" (com JD Davis)                                 | 4:26    |  |
| 12.                  | "Get Up" (com Chris Willis)                                          | 3:03    |  |
| 13.                  | "The World Is Mine Deep Dish" (com JD Davis (Remix Edit)             |         |  |